# 香海寺
香海寺，位于吉林省通榆县向海蒙古族乡向海国家级自然保护区内，原是一座藏传佛教寺院，现已改为汉传佛教寺院。

## 简介
香海寺建成于清朝顺治六年（1649年）建成，为藏传佛教寺院，初名“青海庙”。清朝乾隆年间，更名为“福兴寺”。六世班禅曾到寺中讲经，汇集喇嘛1080人，前来听经者不计其数，因该庙“日日香烟缭绕，弥漫如海”，故得名“香海庙”。1946年，设立向海区，该庙遂更名“向海庙”。1947年以后，该庙关闭，不再有佛像，只有建筑留存。1972年，该庙建筑被彻底毁灭。1994年起，该庙修复，中国佛教协会会长赵朴初为其题名“香海寺”。
过去向海地区是蒙古族王爷哈图可吐的领地，为蒙古族聚居区。蒙古族传统上信仰藏传佛教。清朝顺治六年，经过头人商议，在向海湖西塔甸子，建起一座寺庙，称“青海庙”。当时庙内有七名喇嘛。建成不久，该庙被洪水冲毁。後经重建，该庙占地面积九十九亩，围墙高六尺，院门两侧设有钟楼、鼓楼。院内有七株大榆树，存活至今。庙共三层，高12米，庙体是青砖灰瓦，以红色为基调，配合黄色、蓝色、白色，其建筑工艺及雕刻绘画的水准，同北京的雍和宫相仿。
传说1772年，乾隆帝率和珅、刘墉等34人赴长白山访祖寻根，途经向海，在青海庙下榻。乾隆帝见“青海庙”的“青”字比“大清”的“清”字少了个三点水，如同削去“大清”半壁江山，便找来该庙住持，将庙名改为“福兴寺”，而且亲笔书写了匾额及楹联，还留下“云飞鹤舞，绿野仙踪。福兴圣地，瑞鼓祥钟”碑文。因为当地无山也无石，乃用木头代石刻成碑。木碑不禁风雨，早已不知去向，只有北京雍和宫《福兴寺志》还载有此段传说。
文化大革命中，当时名叫“向海庙”的该庙一层被改作人民公社的供销社营业室，二、三层改作办公室及仓库。1972年，该庙被彻底拆除，拆下的砖瓦木石用于兴建公社办公室、供销社营业室。
1994年，向海庙得以恢复重建，改名“香海寺”，成为汉传佛教寺院。为了满足汉族、蒙古族等不同民族信众的要求，香海寺的建筑风格兼顾藏传佛教和汉传佛教风格。新建的香海寺坐北朝南，山门为三门并立，象徵佛教“三解脱门”，院内有千佛殿、天王殿、观音殿、大雄宝殿、三圣殿等五重大殿。大雄宝殿後方约50米处，立有一尊高6.9米的阿弥陀佛像。
2001年5月，香海寺内的五方佛塔奠基动工时，在东房山下，出土四尊镀金佛像，分别是阿弥陀佛、四臂观音、莲花大师、文殊菩萨。每尊佛像高40厘米，重9公斤。村民闻讯纷纷前来观看，不少学者也前来鉴定。1945年前，该寺的寺规尚未破坏，不可能将佛像埋入地下。1947年以後，庙内已无佛像。所以人们推测，埋藏佛像的时间应是1946年前後。
香海寺重建后，积极捐资助学、扶贫。先後为敬老院、贫困户捐款捐物，为8所乡村学校捐款70万元人民币。21世纪初，该寺住持为正林法师。